# Урляска
Урляска (рум. Urleasca) — село у повіті Бреїла в Румунії. Входить до складу комуни Траян.
Село розташоване на відстані 144 км на північний схід від Бухареста, 28 км на південний захід від Бреїли, 132 км на північний захід від Констанци, 43 км на південний захід від Галаца.

## Населення
За даними перепису населення 2002 року у селі проживали 1445 осіб.
Національний склад населення села:
| Національність | Кількість осіб | Відсоток |
| -------------- | -------------- | -------- |
| румуни         | 1428           | 98,8%    |
| цигани         | 14             | 1,0%     |

Рідною мовою назвали:
| Мова      | Кількість осіб | Відсоток |
| --------- | -------------- | -------- |
| румунська | 1429           | 98,9%    |
| циганська | 13             | 0,9%     |